# Slavcho Koviloski

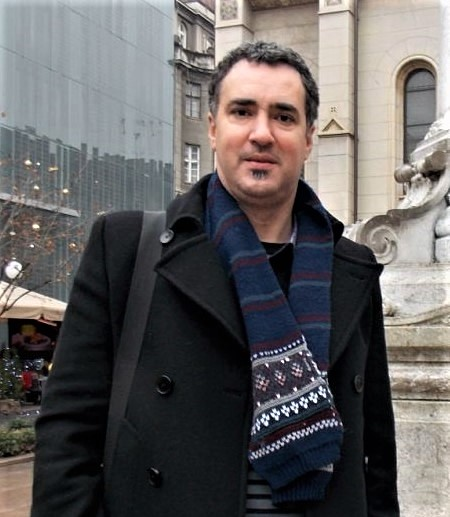

Slavcho Koviloski o Slavčo Koviloski (en macedonio: Славчо Ковилоски – Skopie, Macedonia del Norte, 1978) es un poeta, novelista e ensayista macedonio.

## Biografía
Koviloski se graduó en la facultad de filosofía, departamento de historia, Universidad „St. Cirilo y Metodio“ de Skopie.
Obtuvo su doctorado en literatura Macedonia. Trabaja en el Instituto de literatura Macedonia, departamento del siglo XIX.
Koviloski es editor de Sovremenost, la revista literaria macedona más alta.
Es autor de unos veinte libros (poesía, novela, narrativa, poesía narrativa, ciencia).
Es uno de los fundadores de la cultura urbana macedonia y miembro del grupo de hip-hop Klan Istok.  Los hermanos Aleksandar y Slavcho Koviloski, conocido por su hip hop activismo político y social, y conocido como unos miembros de mucho tiempo de grupos de hip hop como Po Braka Krv y Klan Istok, desde el año 2005 sostienen conferencias en highschools macedonio, universidades ana centros culturales. También, hacia el año 2008 se han publicado tres libros sobre hip hop y cultura urbana, única en los Balcanes.

## Obras
- El sol saldrá de nuevo (poesía), 2000
- Soy peligroso (novela), 2007
- Estoy soñando (novela), 2011
- La poesía de craqueo (poesía), 2015
- Prilep y la región de Prilep en el siglo XIX  procesos culturales e históricos (ciencia), 2017
- La escritura de las mujeres macedonas en el siglo XIX (ciencia), 2018

## Premios
Ha ganado los premios nacionales de ciencia y poesía narrativa más prestigiosos: Gotse Delchev y Grigor Parlichev.